# جيمس جاي ميتكالف
جيمس جاي ميتكالف (بالإنجليزية: James J. Metcalfe)‏ هو صحفي وشاعر أمريكي، ولد في 1906، وتوفي في 1960.